# Мария Юрич Загорка
Мария Юрич, с псевдоним Загорка (2 март 1873 – 30 ноември 1957 г.), е хърватска журналистка и писателка. Тя е първата журналистка и сред най-четените писатели в Хърватия.
Никой от нейните романи не е преведен на английски език, но 2 са тях преведени на немски език, като Malleus Maleficarum още от 1972 г. 11 от нейните романи, публикувани на сърбо-хърватски, се намират в библиотеката на Конгреса на САЩ.
През 2005 г. в анкета на всекидневника Vjesnik в Загреб тя е класирана на 2-ро място в списъка на най-популярните хърватски писатели на всички времена.